# گوداگاما
گوداگاما (به لاتین: Godagama) یک منطقهٔ مسکونی در سری‌لانکا است که در استان غربی، سری‌لانکا واقع شده‌است.